# 깡순이
《깡순이》는 EBS에서 2004년 5월 3일부터 2004년 8월 27일까지 평일 17시 30분에 방영된 드라마이다.

## 제작진
- 극본 : 김연신
- 연출 : 이상범, 한송희
- 음악감독: 남혜승

## 등장 인물

### 주요 인물
- 김지선 : 한강순 역
- 이홍기 : 어수봉 역
- 장기범 : 민준희 역
- 김유리 : 강해리 역

### 수봉이네 집
- 선우용여 : 맹춘자 역
- 맹상훈 : 어복만 역
- 최란 : 허풍자 역
- 정은지 : 어수선 역
- 故 한경선 : 어복희 역

### 해리네 집
- 김성겸 : 강대풍 역
- 천호진 : 강국한 역
- 이상숙 : 김미영 역

### 준희네 집
- 이일화 : 김은수 역
- 이영범 : 민영호 역
- 송민주 : 민들레 역

### 그 외 인물
- 기정수 : 심마니 산할아버지 역
- 김송이 : 김송이 역
- 오승준 : 오승준 역
- 유현지 : 유현지 역
- 조중휘 : 조태일 역
- 장선영 : 장선영 역
- 한보연 : 한보연 역
- 이봄 : 수선 언니 친구 이지은 역
- 조현숙 : 깡순이 가짜 엄마 역
- 배민희 : 윤은영 실장 역
- 유병희 : 배달의 기수1 역
- 박상조 : 김학수 역